# Інструмент
Інструме́нт (від лат. instrumentum «знаряддя» пов'язане з дієсловом instruo «споруджую, озброюю, будую») — це об'єкт, який може розширити здатність людини змінювати особливості навколишнього середовища. Це посуд, пристрій, пристосування, обладнання, сукупність механізмів, приладів, пристроїв, предметів і т. ін. необхідних для чого-небудь і за допомогою яких виконується певна дія, — це простий фізичний або складний інтелектуальний механізм, який використовується працівниками з найрізноманітніших сфер для виконання певного завдання. 

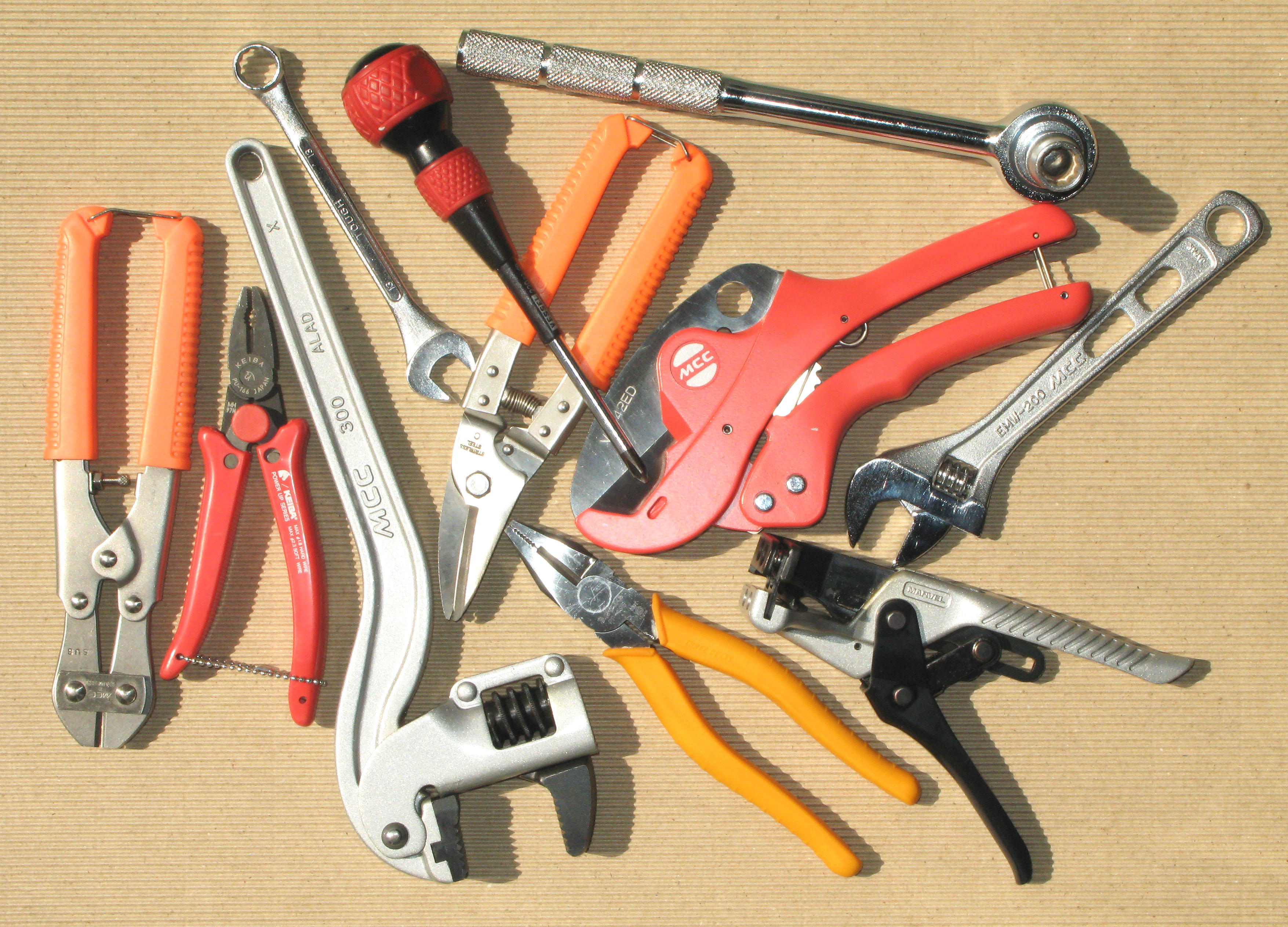
Ручний інструмент

 Використовується живою істотою безпосередньо або через посередництво машини для здійснення дії на елемент середовища, що підлягає обробці (сировина, готовий об'єкт, напівфабрикат тощо). Це покращує ефективність виконаних дій або дає доступ до дій, які інакше були б неможливі. 

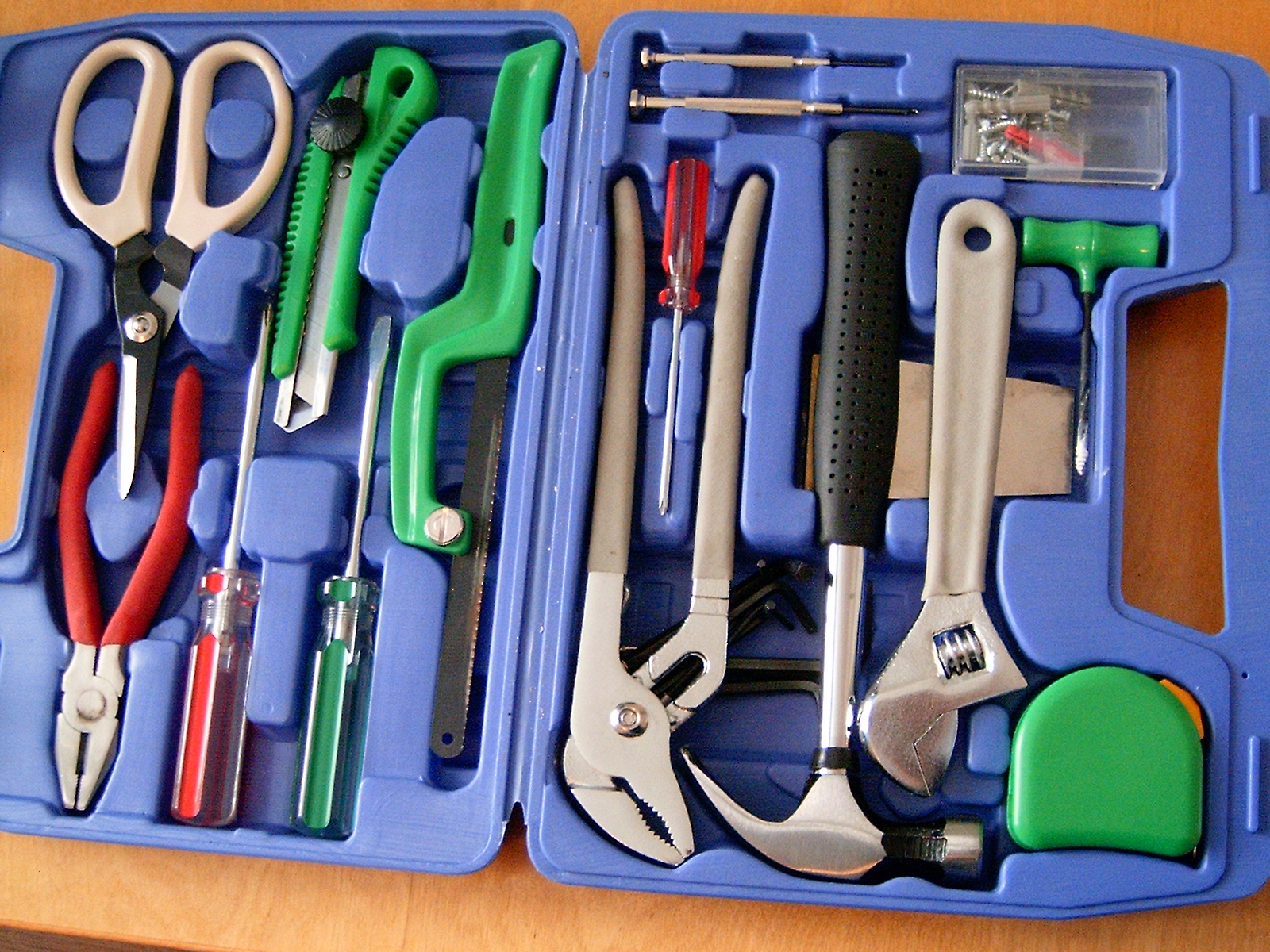
Сучасний набір інструментів

В переносному метафоричному значенні використовується на позначення комунікаційної мережі з точки зору (або у сфері) медіа та комунікаційних технологій живих істот. В переносному значенні — це те, що служить засобом у якійсь дії, справі. (Наприклад: блог як інструмент забезпечення комунікації; регіональні ЗМІ як інструмент для маніпуляції громадською думкою; мотивація праці як інструмент соціальної політики, ринок праці як інструмент регулювання освітньої галузі, статистика — інструмент соціально-економічних досліджень, монетарні інструменти регулювання ринку праці, цифрові інструменти для онлайн і офлайн навчання, словник як інструмент для лінгвістичних досліджень, мова як інструмент комунікації, фіскальні інструменти, правові інструменти, і т.д.)

## Особливості інструментів

Вудка — рибальське знаряддя

Інструмент — це будь-який об'єкт, створений або модифікований людьми. Багато інструментів забезпечують механічну перевагу, діючи за принципом простого механізму, такого як лом, який використовує принцип важеля. Його можна розглядати як продовженням тіла людини, яка ним користується, щоб дозволити або полегшити механічне завдання, яке неможливо виконати без нього або було б дуже важко через брак сили, рухливості, розміри тощо.
Інструменти розроблені та виготовлені для виконання однієї чи кількох конкретних цілей, тому вони є пристосуваннями з технічною функцією. Багато, але не всі інструменти є комбінаціями простих механізмів, які забезпечують механічну перевагу. Наприклад, щипці — це затискач з подвійним важелем, точка опори якого знаходиться в центральному суглобі, сила прикладається рукою, а опір — утримуваною частиною. З іншого боку, молоток замінює кулак або камінь більш твердим матеріалом, сталлю, де передана йому кінетична енергія використовується для застосування великих сил.
Інструменти діляться на дві великі групи: немеханізовані та механічні. Вони поділяються відповідно до їх використання, наприклад, вимірювання, трасування, затискання, різання, чорнова обробка, удари та механічна обробка. Немеханізовані (наприклад, ручні) використовують м'язову силу людини (як, наприклад, молоток), тоді як механічні використовують зовнішнє джерело енергії, наприклад м'язову силу людини, електрику. В залежності від типу механізованого інструменту продуктивність праці зростає в середньому в 5 разів, а в окремих випадках в 15 разів і більше.[джерело?]

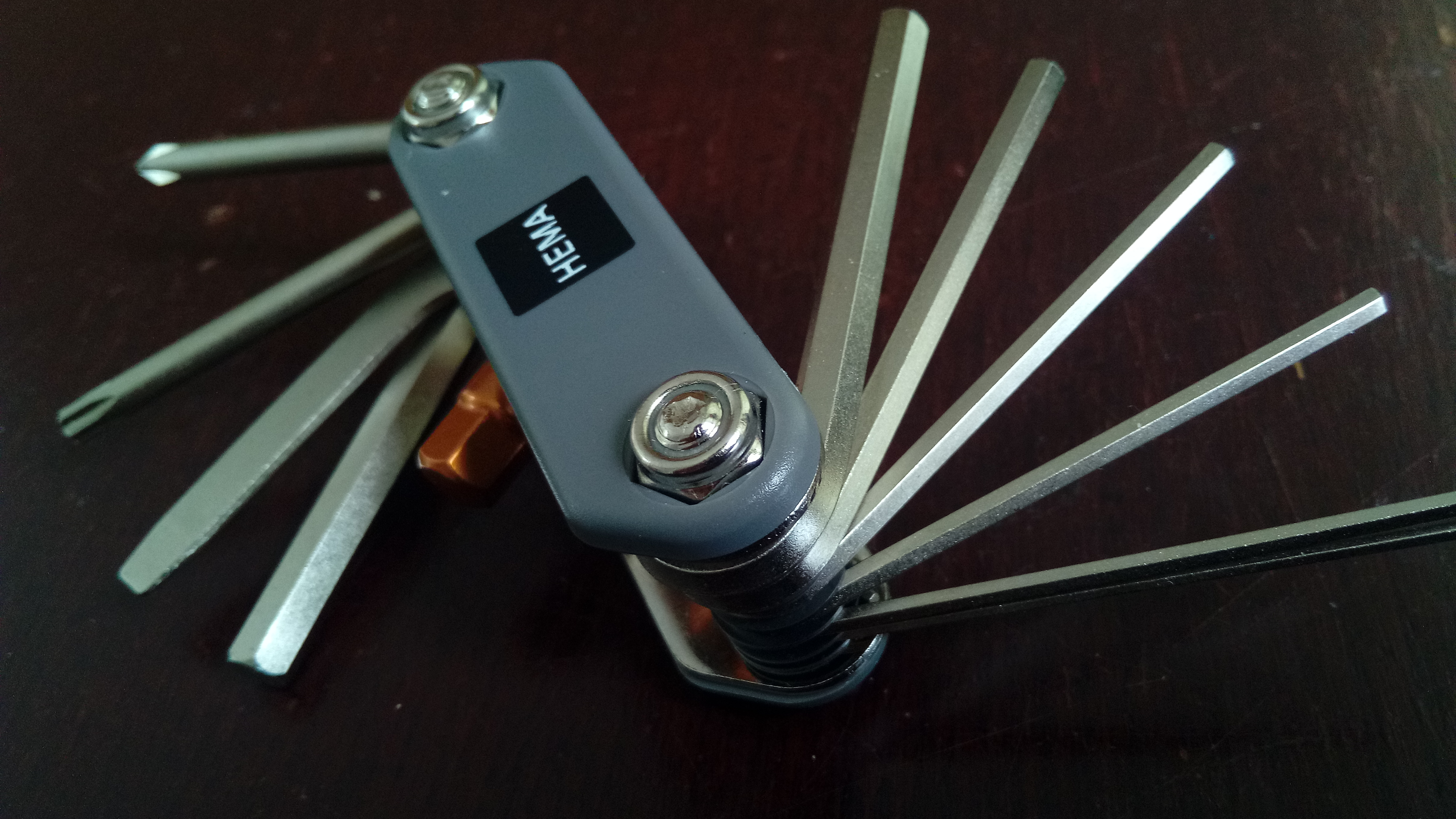
Багатофункціональний інструмент. Набір імбусових і ін. ключів для ремонту велосипедів
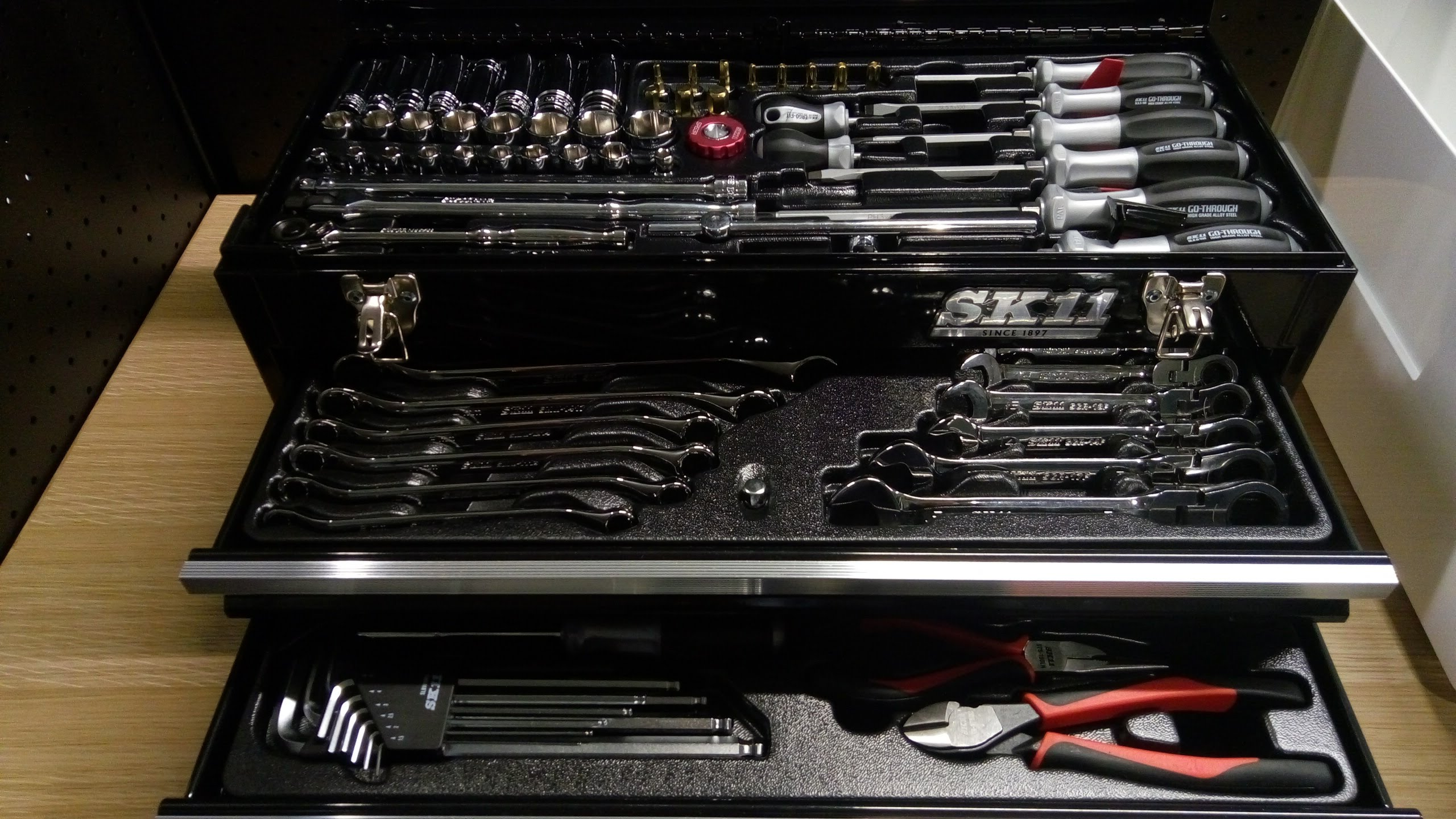
Інструментальний ящик на 3 секції з набором інструментів
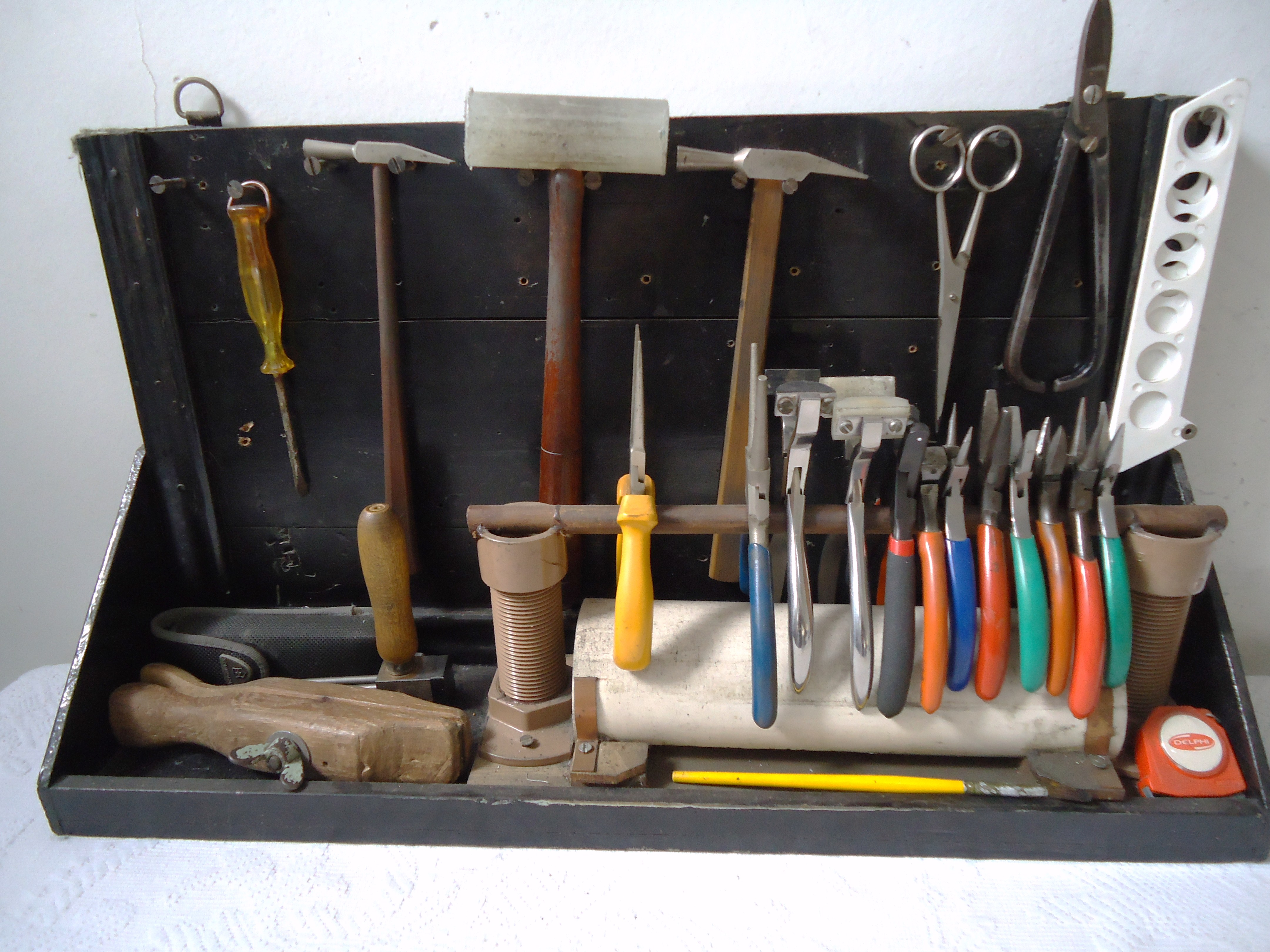
Набір інструментів ювеліра
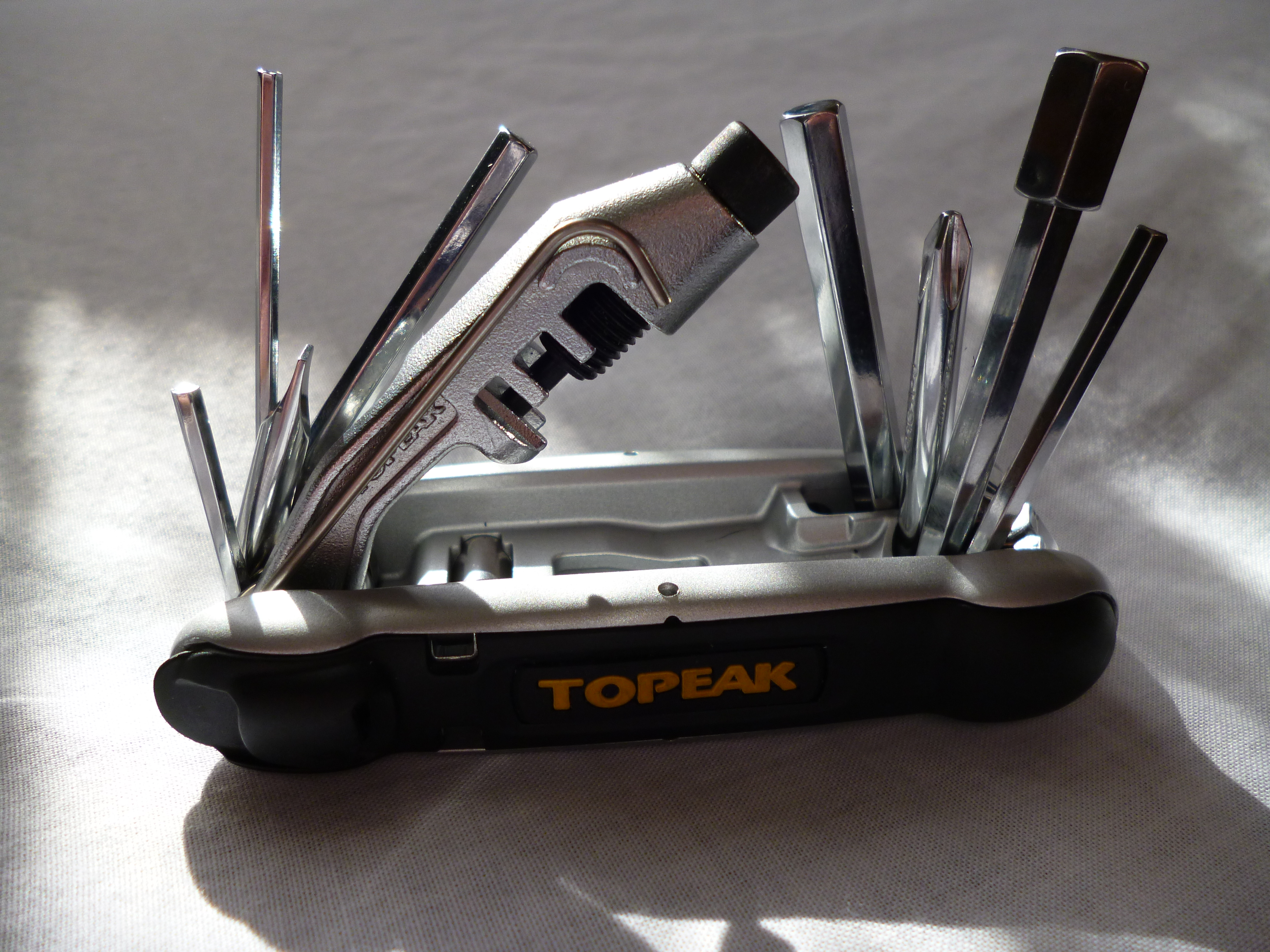
Велосипедний багатофункціональний мультиінструмент
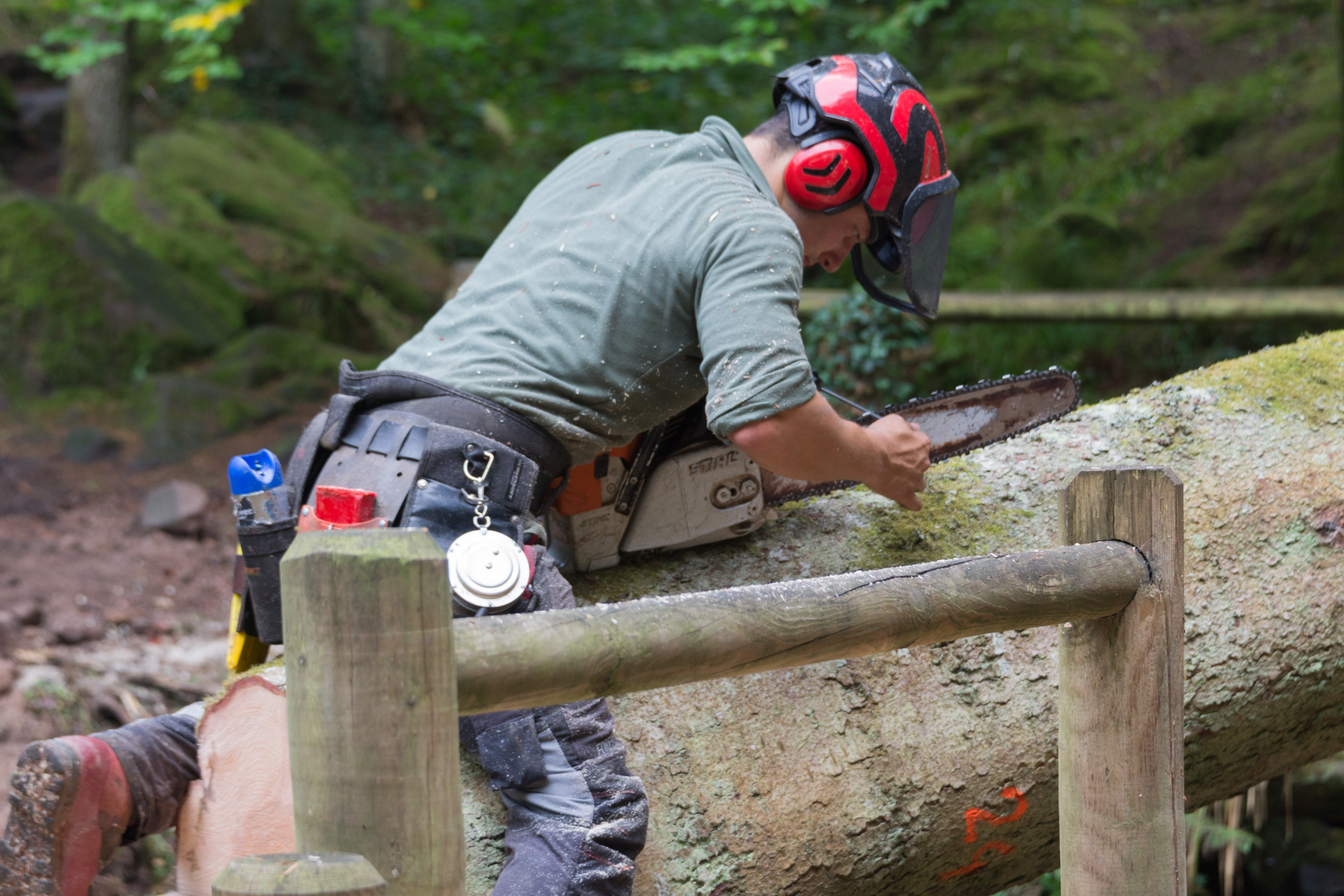
Заточувати потрібно кожен зуб ланцюга під точним кутом, тому лісоруб має уважний вираз обличчя

## Знаряддя праці
Інструмент — знаряддя праці.
Інструмент — це технологічне оснащення (знаряддя або пристрій), які в процесі праці безпосередньо стикаються з предметом праці з метою зміни чи контролю його форми, стану, властивостей тощо.

### Типи інструментів
1) Розрізняють такі види знарядь:
- Різальний інструмент:
  - Металорізальний інструмент — загальна назва пристроїв, які використовуються для оброблення металів[9] та інших матеріалів вручну та на металорізальних верстатах: токарних, фрезерувальних, свердлувальних, стругальних, зубонарізних та інших. Найпоширенішими металорізальними інструментами є: токарні різці, фрези, свердла, мітчики, плашки, абразивний інструмент тощо.
  - Дереворізальний інструмент — різальний інструмент для оброблення деревини та деревних матеріалів.[9]
- Слюсарно-складальний інструмент.
- Столярно-теслярський інструмент.
- Буровий інструмент — загальна назва механізмів і пристроїв, що застосовуються при бурінні шпурів, свердловин і ліквідації аварій, що виникають у свердловинах.
- Медичне обладнання — технічний пристрій, призначений для виконання профілактичних, діагностичних, лікувальних, дослідницьких маніпуляцій і процедур. Найчисельнішим по складу, серед медичних інструментів є хірургічний та стоматологічний інструментарій.
- Вимірювальний інструмент — засіб вимірювань, в якому створюється візуальний сигнал вимірюваної інформації. Наприклад: штангенінструмент, мікрометричний інструмент тощо.
- та ін.

2) Вживається у розумінні сукупності таких знарядь. 

3) Вживається переносному смислі — засіб, спосіб для досягнення чогось. 

- Фінансові інструменти — цінні папери, валюта, грошові зобов'язання, страхові поліси, кредитні договори та інші види ринкового фінансового продукту. 
  - Похідний фінансовий інструмент (похідний цінний папір, дериватив (англ. derivative)) — фінансовий контракт, або фінансовий інструмент цінність якого походить з ціни чогось іншого (основи).

4) Музичний інструмент.

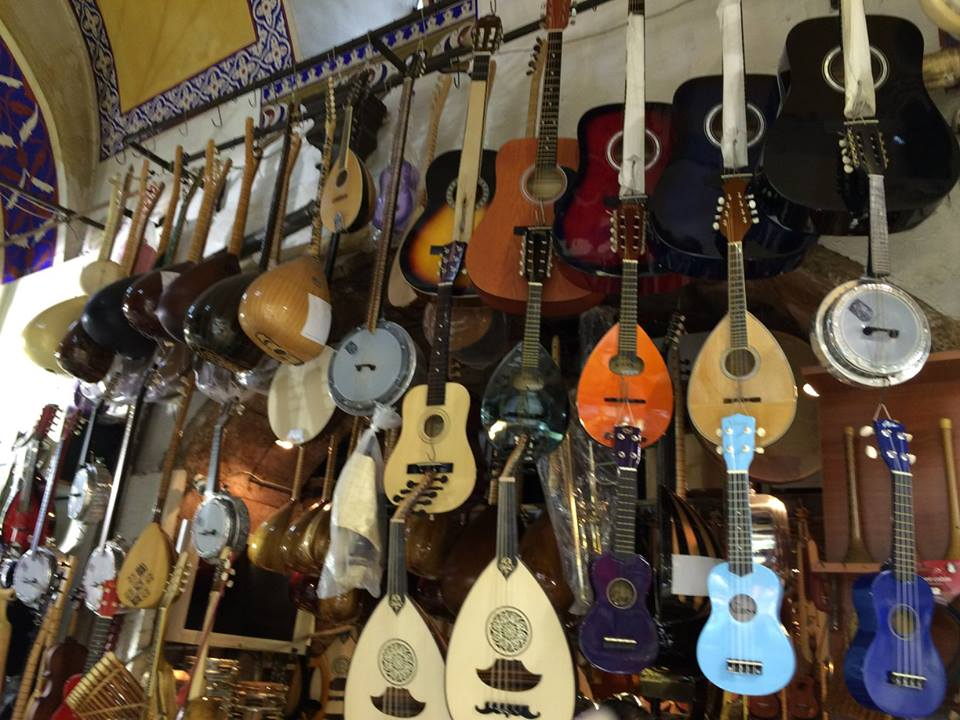
Виставка струнних музичних інструментів на Гранд базарі в Стамбулі
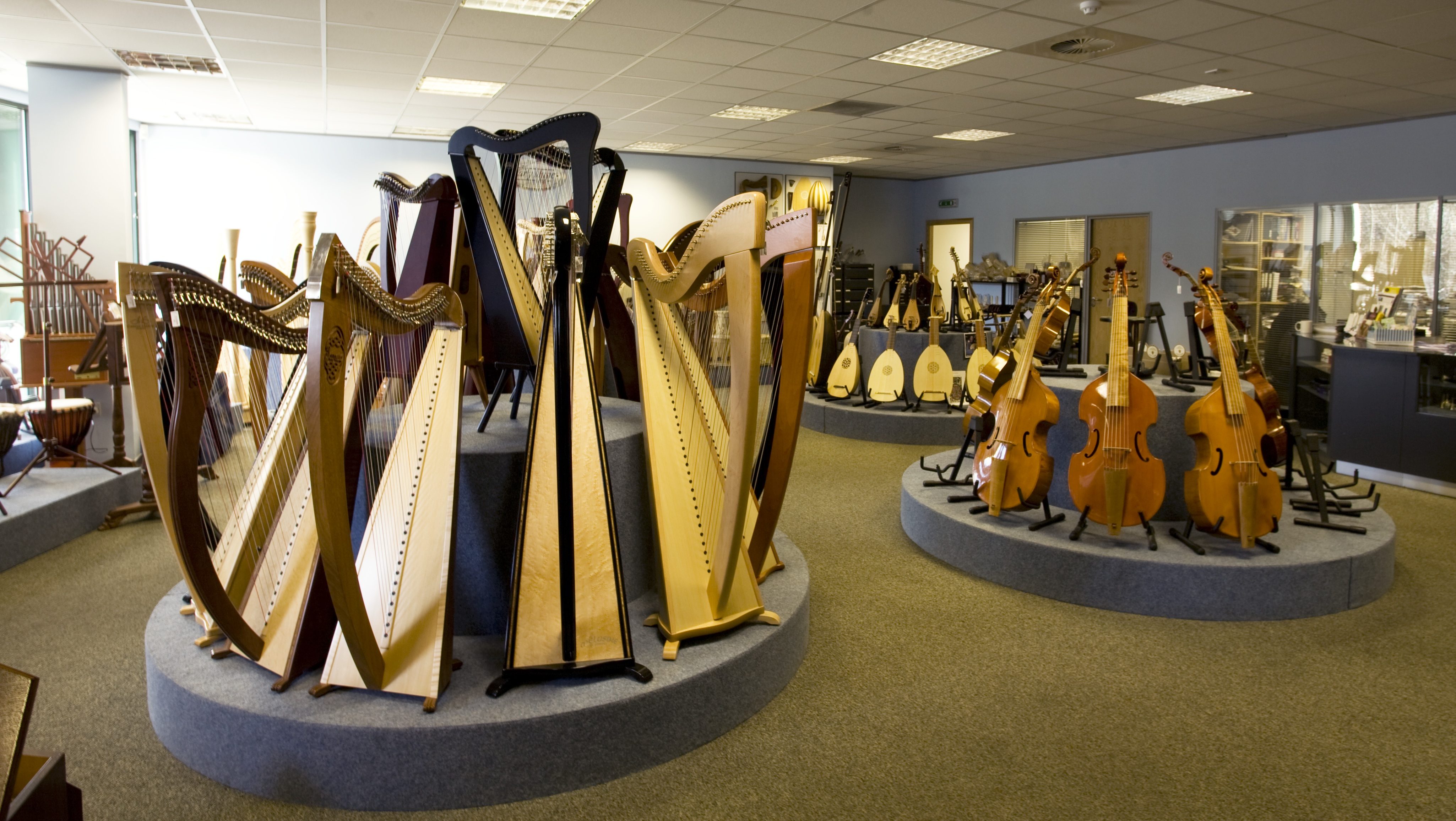
Арфи, альти та лютні на виставці в Солтері
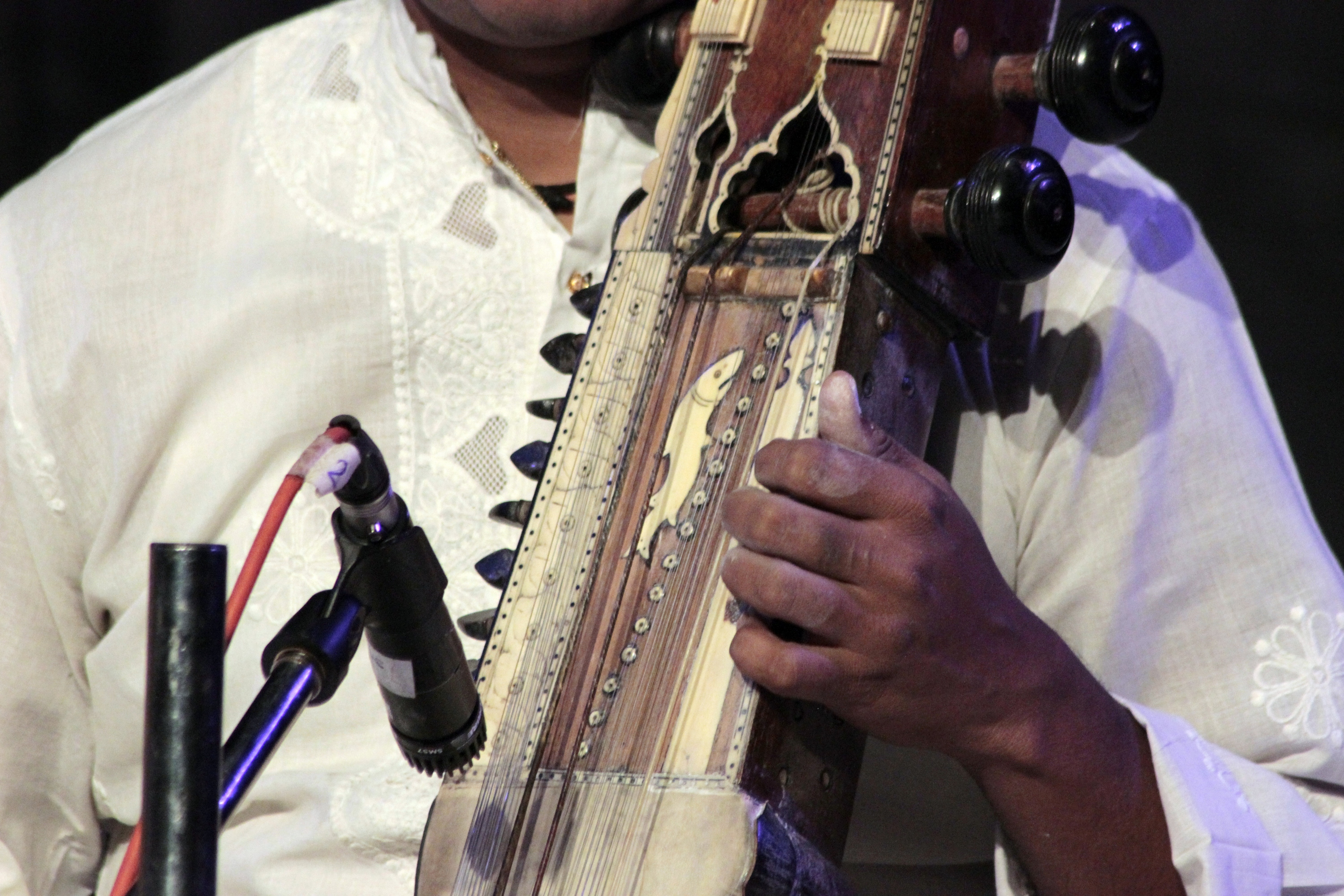
Сарангі — індійський струнний музичний інструмент

## Деякі українські діалектні історичні назви народних інструментів
Укр. діал. верглик — «інструмент для плетіння постолів», дикан — «інструмент для молотіння», клесачка — «шевський інструмент для розгладжування шкіри та швів».